# Wittken

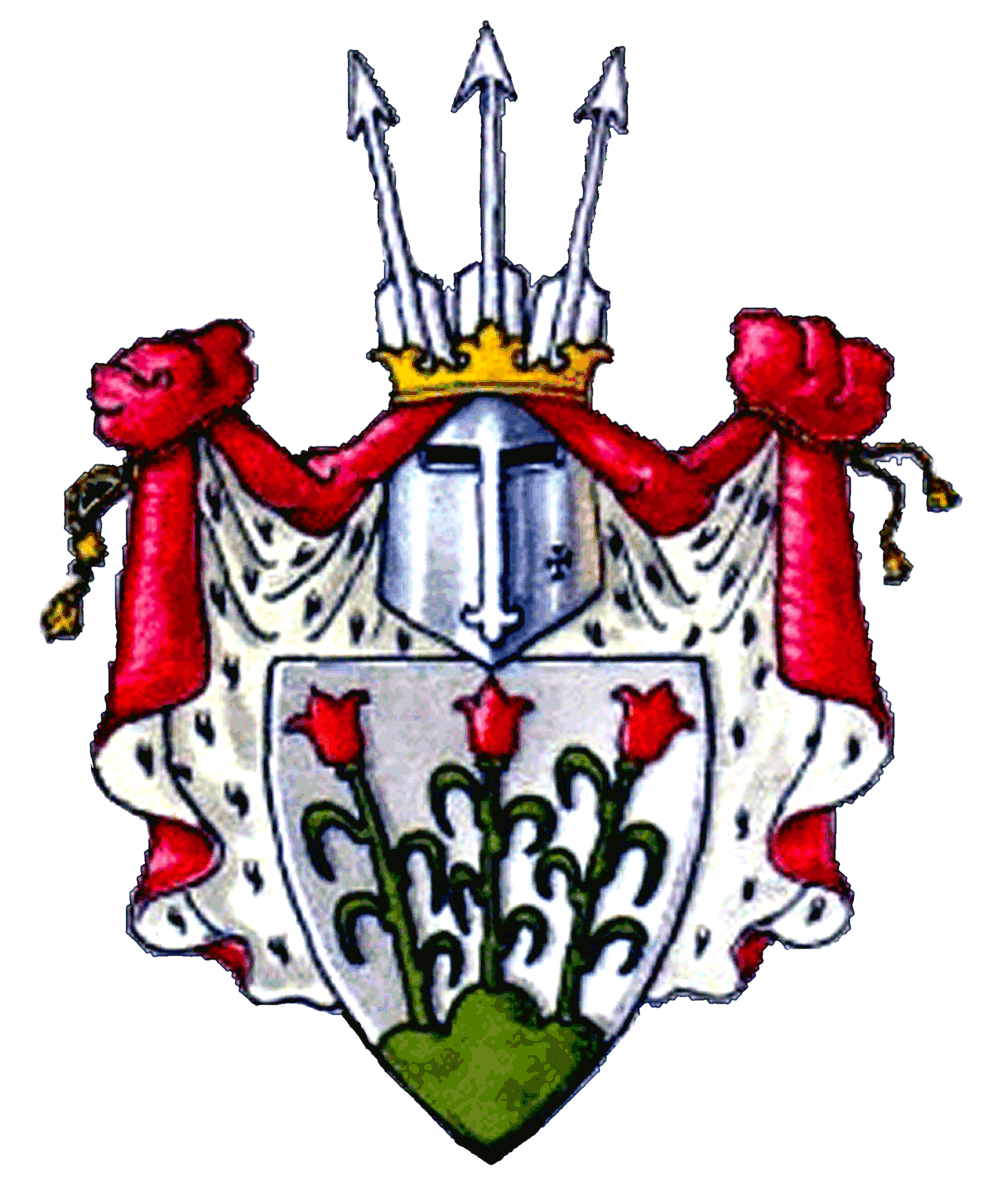
Wappen der Familienzweige derer von Wittken und von Wittke

Wittke(n) ist der Name eines Adelsgeschlechts, das zum pommerischen Uradel zählt und im Gebiet von Lauenburg zum ersten Mal im Jahre 1240 Erwähnung findet. Die Stammgüter der Familie waren Reckendorf am Zarnowitzer See sowie Goddentow, Jezow und Prebendow bei Lauenburg.
Die Witek, Witk, Wittke, Wittken sind ein weitverzweigtes Geschlecht pommerschen Uradels. Als ihre Heimat gilt das frühere Land Lauenburg an der Leba, das etwa das Gebiet des früheren Kreises Lauenburg in Pommern umfasste, unklar ist jedoch, ob die Familie ursprünglich aus Pommern oder aus Böhmen stammt, wobei für Letzteres der Name und einzelne Urkunden sprechen.
Den ältesten urkundlich bestätigten Grundbesitz in Pommern erwarb das Geschlecht im Jahre 1284 durch den Verkauf der Güter Beczino, auch Bezino am Zarnowitzer See, und Godętowo (bis 1945 Goddentow an der Leba), von Seiten des Herzogs von Pommerellen, Mestwin II. an Bozey, den Sohn des Witko.

## Auftreten des Namens
In der zweiten Hälfte des 14. Jahrhunderts kam für die Angehörigen dieses Geschlechts ein gemeinsamer Geschlechtsname in Gebrauch. Er lautete in der ostpommerschen Sprache Witek oder Witk. Die Form Witek findet sich urkundlich noch 1570. Der Übergang von Witek zu Witk erklärt sich aus der Eigentümlichkeit der Landessprache ek in k zusammenzuziehen. Noch unter dem Deutschen Ritterorden (1310 bis 1466) verwandelte die deutsche Sprache Witek und Witk in Witke. In der Mundart des Herzogtums Pommern-Stettin (1466 bis 1637) wurde daraus Witken.
Die bisher bekannte älteste Urkunde, die den Geschlechtsnamen als solchen nachweist, war der im früheren Staatsarchiv Danzig aufbewahrte Brief des Danziger Komturs Walrabe von Scharfenberghe, gegeben izo Dancke nach der jarizal unseres Cryste im 1390 jare am drynxte tage im mitfasten, durch den er den Peter Wytke auf seinem Stamm- und Erbgut Boszynn (jetzt Brzyn) zum erblichen Schulzen einsetzt und seine Rechte bestimmt.
Die nächstfolgende, den Geschlechtsnamen einwandfrei feststellende Urkunde war der im früheren Staatsarchiv Stettin aufbewahrte Lehensbrief des Herzogs Barnim IX. von Pommern über die Stammgüter Gesow -Loffze (Jezow, Lowitz), gegeben zu Alten-Stettin Donnerstags nach Trinitatis anno 1553. Darin wird der Name Witken und auch Withken geschrieben. Wytke (1390) und Witken (1553) sind die noch jetzt bestehenden deutschen Namensformen Wittke und Wittken. Daneben blieb die landesübliche Form Witk bis in das 18. Jahrhundert hinein in Gebrauch und von der alteinheimischen Bevölkerung bevorzugt. Witka, Witki und ähnliche Formen sind letztlich Wandlungen von Witk durch die polnische Sprache.
Unter solchen Umständen war die Namensschreibung im Laufe der Jahrhunderte vielgestaltig und dem Wechsel unterworfen. Es kommen im Namen vor: an 1. Stelle V und W; an 2. Stelle i, ia, y; an 3. Stelle t, d, dt, th, tt; an 4. Stelle c, g, k, ck,ch; an 5. Stelle o,a,i,y,,e,en, auch ow; zwischen 3 und 4 ist mitunter e,i oder z eingeschrieben; oft fällt 5, zuweilen 3, zuweilen auch 4 fort. Die Schreibweise in den älteren Schriftstücken lässt darauf schließen, dass früher das i des Namens gedehnt ausgesprochen wurde, ähnlich wie es im Namen Vitus geschieht.
Die Namen Witek oder Witk werden in der Namenforschung als slawische Koseform von Vitus (Veit; tschechisch Vít; polnisch Wit) angesehen. Andere haben an eine Beziehung des Namens zu dem polnischen Worte witka (Weidengerte) geglaubt. Auch an die Ableitung vom niederdeutschen witt (weiß´) ist gedacht worden. Aus dem Vorhergesagten geht hervor, dass sich tatsächlich entwickelt hat: Witken (die Witken) aus Witke, Witke aus Witk und Witck und Witk aus Witek. Ende des 19. und Anfang des 20. Jahrhunderts leiteten Namenforscher den Namen Witek aus dem Geschlecht der böhmischen Witigonen ab. Allerdings wurde bereits in dieser Zeit auch die Auffassung vertreten, dass die Namen Witko oder Witke pommerschen bzw. slawischen Ursprungs seien.
Jedenfalls war schon in früher Zeit, lange bevor die Geschlechtsnamen in Aufnahme kamen, Witek, Witigo, Witko ein christlicher Taufname. Als solcher wurde er auch bei dem in der Folge danach benannten deutsch-böhmischen Dynastengeschlecht der Witek (Witigonen, Witkonen usw.) gebraucht. In dieser Weise führt den von seinen Vorfahren übernommenen Namen auch der Danziger Pfalzgraf Witko (Vitico, Viteco), von dem er sich auf seinen Enkel Witko zu Brzyn nach damaligem Brauch ebenso vererbte. Als dann durch den Deutschen Ritterorden in Ostpommern die Geschlechtsnamen allgemein zur Einführung gelangten, wurde der althergebrachte, dem Geschlecht eigentümlich gewordene Taufname zum Geschlechtsnamen. Neben dem Peter Wytke zu Brzyn 1390 trug ihn 1411–1413 auch schon ein franczke Witke, der als Söldnerführer des Deutschen Ritterordens einen Absagebrief an den Hochmeister Heinrich von Plauen mitunterschrieben hatte.
Inwieweit es sich bereits um den Geschlechtsnamen der Wittken handelt bei den um diese Zeit in den Danziger und Kopenhagener Wachstafeln genannten ostpommerschen Edelleuten: Wytke (Wedige) von Koscizkow 1396, 1398, 1401; Vitzk (Wytzke) von Damerow 1404 und 1409; Widike (Witiche) von Lissow 1398, Witiche von Lissow 1412; Vitzke von Pauskönitz 1406; Wiczke von Kossow 1413; Wittchen von Gluckow sowie Wycow von Guewo (um 1400); Vyzeke Bronurowiz von Bresen (etwa 1404) und Witke von Opparzikow (etwa 1410) kann fraglich erscheinen, wenn schon bei dem damaligen Stande der Schreibkunst angenommen werden darf, dass in den unter dem Deutschen Orden zumeist deutsch geführten Gerichtsverhandlungen überall der Name Witke gemeint ist; auch gehören die genannten Orte ohne Ausnahme zum Ausbreitungsbereich des Geschlechts der Wittken.

### Die Beinamen
Wie es üblich geworden war, den Einzelnamen durch Hinzufügen des Namens des Landbesitzes oder Wohnortes zu ergänzen, so trat in Ostpommern den adeligen Geschlechtsnamen, insoweit sie nicht schon aus einem Ortsnamen entstanden waren, in der Regel noch ein dem Landbesitz entlehnter Beiname hinzu. Für die Witk wurden als urkundlich bekannt folgende derartige Beinamen festgestellt: Borzyskowski, Chosnicki, Glinski, Jezewski, Niepoczolowski, Tempski, Czarnikowski, Poblockie. Landesüblich erfolgte sodann, polnischem Brauch gemäß, die Benennung zumeist mit dem Vornamen und dem Besitzbeinamen unter Fortlassung des Stammnamens. Dadurch erklärt es sich, wenn um 1400 in den Kopenhagener Wachstafeln erscheinen: der her Bartke und Posibke von Jesow; 1430 im Danziger Komtureibuch die Bartke und Lorenz von Jesow (Vater und Sohn); 1590 vor dem Lauenburger Gericht Greger Witken nur als Greger von Gesow; 1605 bei den Verhandlungen im Lowitzer Erbstreit die Vettern Jürgen und Christoph Witken fast ausschließlich unter der Bezeichnung die Gesowen.
Bei vielen Familien trat im Laufe der Zeit der Besitzbeiname derart in den Vordergrund, dass er zum eigentlichen Familiennamen wurde, während der alte Stammname außer Gebrauch, bei manchen sogar in Vergessenheit kam, eine Wandlung, die wesentlich begünstigt wurde durch die polnische Geistlichkeit, die in zielbewusster Polonisierung aus den Kirchenbüchern des alten Pomerellen nach und nach die deutschen Stammesnamen immer mehr verschwinden ließ, so dass allein die polnischen Besitzbeinamen in Geltung blieben. So erscheinen z. B. in dem Luteniziner Kirchenbuch die Witk-Jezewski fast ausschließlich nur als Jezewski, was den Geschichtsforscher Anton von Mach veranlasste, in dem Kirchenbuch-Auszuge hinzuzufügen Jezewski sind die Wittken. Trotzdem ist bei den Wittken mit bemerkenswerter Häufigkeit an dem Stammnamen festgehalten worden. Insbesondere hat bei den Wittken auf Jezow, obwohl sie das Gut schon seit früher Zeit nur für sich allein und nicht gemeinsam mit anderen Geschlechtern besaßen und der davon abgeleitete Name somit nur ihnen zustand, der viel für sich allein gebrauchte Beiname Jezewski den alten Stammnamen Witk doch niemals ganz zurückzudrängen vermocht. Andererseits hat sich der Beiname Jezewski bei einem schon vor 1600 von Jezow nach Polen abgewanderten Geschlechtszweig sowohl im Doppelnamen als auch als Alleinname erhalten.
Die Wittken der Linie Jezow A führten neben dem Stammnamen an dessen Stellen zuweilen auch den Namen Flotken. So ist 1594 und um 1600 Baltzer Witken mehrfach als Baltzer Flotke genannt. 1578 erscheint sein Bruder Fabian Witken, Burggraf zu Putzig, bald als Fabian Jezewski, bald als Fabian Flotke. Später wandelte sich Flotke in Wlock (Wlodeck) und Wlothke sowie Wlottken. 1721 heißt es im Lauenburger Grodbuch: Michael Witke – alias Wlodk-Jezewski; 1735 im Dzinzelitzer Kirchenbuch: Michael Wlotke; 1740 ebenda: Frau Barbara von Wlottken. Gegen 1750 verschwindet der Nebenname. Später gelangte bei der Linie Jezow A lediglich die Namensform v. Wittke zur Anwendung. Die bedingungslose Zugehörigkeit der Flotken-Linie zum Wittken-Geschlecht ist dabei niemals fraglich gewesen, zumal ihr Wappen mit dem der anderen auf Jezow-Lowitz angesessenen Geschlechtsvettern noch 1616 völlig das Gleiche war.

## Name und Wappen nach 1553
Die Lehensbriefe nach 1553 schreiben: 1675 Witken, 1601 Witken, 1605 und 1608 Witken, 1618 Viethken, 1621 Vitcken. In einem königlich polnischen „regestrum contributionum regiarum“ ist 1570 die Namensform noch Witek. 1590–1622 findet sich in den deutsch niedergeschriebenen Verhandlungen des Lauenburger Grodgerichts und des Stargarder Hofgerichts über den Lowitzer Erbstreit der Name, zumeist Witke und Witken geschrieben, auch mit tt; wiederholt ist er ersetzt durch die Benennung von Gesow und die Gesowe; 1616 zeigen die drei, zwei Gerichtsvollmachten beigedruckten, fast genau gleichen Wappen-Stempel des Peter, Christopher und Jeremias Witken im deutschen Schilde (ohne Helm) drei von einem gemeinsam entwurzelten Stängel an kurzen Stielen nach rechts und links sich abzweigende Blätter oder Blumen von Herzform, wie sie den Kelchblättern der Heckenrose, meist auch den Einzelblättern des Klees eigentümlich ist. Diese Stempelabdrücke geben bisher, da die nach dem Danziger Komtureibuch dem Vertrag von 1430 durch Bartke und Lorencz von Gesow angehängten Siegel nicht erhalten geblieben sind, die älteste Kunde vom Wappen der Wittken auf Jezow.
In den Huldigungslisten von 1575 und 1605 lautet der Name: Witke; doch schreibt Elzow im Pommerschen Adelsspiegel 1693 für 1575 und 1601 schon Wittken. 1618 stellt Eilhard Lubinius auf seiner großen Karte von Pommern den Namen und das Wappen der Witken dar. Das Wappen zeigt im (spanischen) Schilde sowie als Helmschmuck ein dreiblättriges Kleeblatt, für das zweifellos die unter 1616 beschriebene Pflanzenfigur die Grundlage gebildet hat. 1634 zeichnet und beschreibt Dachnowski, der Verfasser eines handgeschriebenen Preußischen Wappenbuches, das Wappen der pommerellischen Chosnicki gen. Witk: im (deutschen) Schilde auf blauem Felde drei Kleeblätter auf gemeinsamem Stängel; über jedem Blättchen ein weißer Pfeil mit der Spitze nach oben gestellt. Im Helmschmuck ebenfalls drei solche Pfeile (nach W. v. Ketrzynski). Hier wird innerhalb des Wittken-Geschlechts zuerst der Helmschmuck der drei Pfeile nachgewiesen, der zahlreichen pommerschen Familien eigentümlich ist und der auch von den Wittken zu Jezow sowie Dzinzelitz geführt wird. Durch den Zeitpunkt des Erscheinens der Pfeile als Helmschmuck ist nachträglich vielleicht die sonst noch nicht bestätigte Familienüberlieferung entstanden, dass die Pfeile infolge der Teilnahme des Geschlechts an den Türkenkriegen 1620/21 dem Wappen hinzugefügt worden seien.
Das dreiblättrige Kleeblatt deutet auf einen innigen Zusammenhang mit dem Wappen der Lubinischen Karte hin. 1639 führt Wikraelius in dem Werk Altes Pommernland, S. 445, die Witken als ein Geschlecht der „Freyen“ auf, ohne Wappenbeschreibung. 1641 findet sich in einer Bütower Urkunde des Woywoden Jakob Weyherr die Unterschrift: Michael Vietk (Cramer II.209) 1648 und 1682 ist in königl. polnischen Steuerregistern (v. Ketrzynski) die Benennung Witk. 1658 ist bei der Huldigung zu Lauenburg vor Kurfürst Wilhelm von Brandenburg im „Catalogus der Lawenburg’schen von Adell“ der Name geschrieben: Witcken, 1740 bei der Huldigung der Edelleute des Distrikts Lauenburg vor König Friedrich II.: v. Witcken.
1900 weist Źernicki-Szeliga: in Der Polnische Adel II. 520 die Namen Wittken, Witka, Witke Witken, Witk und Wittk nach. Die Wappenbeschreibung: in Silber drei gestürzte rote Pfeile, Helmschmuck drei fächerartig nach oben gerichtete Pfeile. Doch findet man statt derselben auch Tulpen oder Lilien, trifft dagegen nicht völlig das Richtige, insofern als wohl im Schilde, nie aber auf dem Helm Lilien geführt worden sind. 1904 schreibt Źernicki in Die Polnischen Stammwappen S. 104. unter Wappen aus Pommerellen: "Witk (Witka, Wittk, Witke Wyt, Wyta) und beschreibt das Wappen: in Silber drei gestürzte rote Pfeile, Helmschmuck drei fächerartig gestellte Pfeile, gleichfalls wieder bezüglich der Schildfigur nicht einwandfrei. Für die Witk-Jezewski (d. i. die vor 1600 abgewanderte Linie) gibt er an: Schild geteilt, unten rot-silber gestreift, oben in blau ein laufender weißer Hund (!); Helmschmuck drei Straußenfedern .(Verg. nachstehend). Für die Witk-Nieporolowski ist das Wappen beschrieben: in Blau drei silberne heraldische Lilien zu 1 und 2 gestellt, Helmschmuck ebenso. (Vergl. zu 1818 c). Für die Witk-Czarnowski ist angegeben: Wappen Sas.
1905 bringt W. v. Ketrzynski in den Przydomki Szlachty Pomorskiji S. 17 den Namen Witk (zuweilen Wyt, Wyta) und weist die angegebenen Besitzbeinamen der Witk nach.
1906 ist im Band IX. S. 59 der Herbarz Polski von Adam Boniecki das Wappen der Wittk-Jezewscy unter der Bezeichnung Herb Sis-Jezewscy dargestellt: im Schilde über einem Schach der rechtsschreitende Fuchs, Helmschmuck drei Straußenfedern.
1907 bekundet die Geschichte der Kreise Neustadt und Putzig den Zusammenhang des Palatin Witko mit dem Edelmann George Wittke auf Brzyn 1635. Die Wittke werden als uralte, am Zarnowitzer See angesessene Adelsfamilie bezeichnet.
1908 werden im Lauenburger Kreiskalender die Namensformen v. Wittke und v. Wittken für gleichberechtigt erklärt. Ein Wappenbild, hergestellt nach der Ehrentafel in der Zinzelitzer Kirche ist beschrieben: auf dem von purpurfarbenem Mantel umgebenen Wappenschild in silbernem Felde drei fächerförmig gestellte purpurfarbene natürliche Lilien (die gleichen, wie sie das den v. Wittken verwandte Geschlecht der Tauentzien als Helmschmuck führt), auf dem mit der Edelmannskrone gezierten Helm drei fächerförmig gestellte silberne Pfeile.
1910 verzeichnet das Gothaische Genealogische Handbuch des Briefadels den Namen v. Wittke für den 1793 durch den König legalisierten Sohn des Hauptmanns Moritz Heinrich v. Wittken (1751–1812). Das ihm zuerkannte väterliche Wappen wird beschrieben: in Silber auf grünem Boden drei natürliche Gartenlilien (Tulpen), auf dem gekrönten Helm mit rot-silbernen Decken drei fächerförmig aufgerichtete Pfeile. (1912 werden diese Pfeile als rot bezeichnet). 1911 befanden sich in der Siegelsammlung des Geheimen Staatsarchivs Berlin acht Wappen des Geschlechts: eines gehört der Linie Groß-Perlin zu, die anderen sieben haben als Helmschmuck gleichartig die drei aufrechten Pfeile; sechs davon haben im Schilde deutlich die drei natürlichen Lilien, eins hat anscheinend drei gestürzte Pfeile, die mit den Spitzen auf dem Boden stehen, doch können dies auch misslungene Lilien sein. Laut dem Genealogischen Handbuch des Adels nennen sich heute der Stamm A des Geschlechts Wittken und führt das oben beschriebene Wappen (in Silber auf grünem Dreiberg 3 rote Lilien an grünen Blattstängeln; auf dem Helm mit rot-silbernen Decken fächerartig 3 beflitschte Pfeile; siehe auch etwas abweichend Abbildung Seite 470). Die Stämme B und C des Geschlechtes nennen sich Wittke, wobei die Linie Prebentow des Stammes B das Wappen mit den Pfeilen statt der Lilien führt.

Wappen mit gestürzten Lilien (1616)
Wappen mit Kleeblatt (1618)
Wappen der Linie Jezow A
Wappen der Linien Jezow B, D und E
Wappen der Linie Jezow B auf Prebentow
Wappen a der Linie Jezow B auf Prebentow
Wappen b der Linie Jezow B auf Prebentow
Wappen der Linie Witk-Jezewski
Wappen c der Linie Jezow B auf Prebentow

## Geografische Herkunft
Der Stettiner Staatsarchivar, Robert Klempin, der in einer gegen 1870 entworfenen Stammtafel auf Grund seiner Forschungen den Wojwoden (Palatin) Witko, seinen Sohn Bozey sowie seinen Enkel Witko an die Spitze des Stammbaums der Familie stellte, wies diese als die direkten Vorfahren der 1553 mit Jezow-Lowitz belehnten Vettern Baltzer, Nikolas und Hans Witken aus.
Der Ahnherr Witko ist in den Bukower Klosterurkunden Nr. 343 und 378 aus den Jahren 1262 und 1265 als Vitico Burggravius Svezensis genannt. Später ist er nachgewiesen im Pommerschen Urkundenbuch in den gleichen Bukower Urkunden, sowie unter Nr. 987 in einer Bukower Urkunde von 1274 als Vitco Palatinus Gdanensis und unter Nr. 1001 in einer Urkunde des Klosters Colbatz 1274 als Witico Palatinus Danensis.
Über die Herkunft und Heimat des Witko liegen in den aufgeführten Urkunden Angaben nicht vor. Aus keiner ist der Name seines Vaters zu ersehen, niemals erscheint neben dem Namen ein örtlicher Beiname; ein Wappen von ihm ist nicht bekannt (Auskunft der Staatsarchive Danzig und Königsberg). 1283 gestorben, war Witko vermutlich gegen 1210 geboren. Nach der Urkunde von 1284 hatte er neben seiner Witwe nur den einen Sohn Bozey hinterlassen, der sich damals noch in jugendlichem Alter befand (puer) und zunächst noch mit seiner Mutter zusammenleben sollte.

### Nachkommen der Böhmischen Witigonen?
Der in Deutschland lebende Zweig der Wittken führte anhand genealogischer Forschungen aus dem 19. Jahrhundert die Herkunft der Familie auf das böhmische Geschlecht der Witigonen und den Bruder des böhmischen Marschalls und steirischen Landeshauptmanns Wok von Rosenberg, Witiko von Příběnice zurück. Der erste nachgewiesene Wittken Bozey soll dessen Sohn gewesen sein. Er wurde durch Herzog Mestwin II. in Pommern ansässig gemacht, indem laut einer Urkunde vom 20. Juli 1284 ihm und seiner Mutter die Güter Beschzino (später Brzyn) und Kodutow/Goddentow bei Lauenburg verkauft wurden. Hierfür existieren aber weder eindeutige Nachweise, noch lässt ein Vergleich der Familienwappen einen entsprechenden Schluss zu.

## Die Wittken auf Jezow-Lowitz
Einen guten Kilometer von Kodutow entfernt traten auf Jezow-Lowitz bereits vor 1500 die Wittken mit altangestammtem Grundbesitz in Erscheinung und zwar schon in drei gesonderten Vetternlinien. Wann die Familie diesen Besitz angetreten hat und wie der Zusammenhang mit den Wittken auf Brzyn und Goddentow des Näheren gestaltet war, ist nicht nachweisbar. Vielleicht war Jezow gleichzeitig mit Kodutow/Goddentow oder bald darauf Familiengut geworden. Seit wann das Dorf Jezow schon bestanden hat, ist gleichfalls nicht bekannt. Ist Jezow (Jezewo) auch nicht das urkundlich älteste Stammgut der Wittken, so ist es doch der Stammsitz desjenigen Geschlechtszweigs, der sich bis in das 20. Jahrhundert in seiner Eigenschaft als Adelsfamilie behauptet hat und über den dank der sicher aufbewahrten Lehnbriefe sowie des frühen Übergangs an den brandenburgisch-preußischen Staat die zuverlässigsten Nachrichten überkommen sind. Bis zum Jahre 1836 waren die Wittken mit Jezow verbunden.

### Die Huldigung zu Lauenburg 1658
Nachdem die preußischen Länder des Deutschen Ordens an das Kurfürstentum Brandenburg gelangt waren, musste der wetspreußisch-pommersche Adel 1658 den Huldigungseid auf den brandenburgischen Kurfürsten Friedrich-Wilhelm leisten. In dem Catalogus der Lawenburg und Bütowschen von Adell, so am 18. Juni 1658 den Huldigungseid für den Kurfürsten Friedrich Wilhelm von Brandenburg abgestattet haben, sind bei den Geschlechtern des Lauenburgischen Distrikts unter Nr. 39 verzeichnet: Die Witcken, Jürgen und Lorentz uff Gesow, Greger uff Perlin, Jürgen uff Gesow, Christopher Sohn Heinrich abwesend.

### Die Teilung der Wittken-Linien
Bereits im 16. Jahrhundert teilten sich die Linien der Jezower Wittken auf. Die Familiengeschichte der Wittken unterscheidet dabei zwischen den Linien Jezow A-E sowie der Linie Groß-Perlin.

## Die Familie Wittken/Wittke in Preußen und Deutschland
Infolge der faktischen Zugehörigkeit Pommern-Westpreußens zum 1701 entstandenen Königreich Preußen wurden die Angehörigen des hinterpommerschen Adels gedrängt, ihre Söhne als Offiziersnachwuchs auf die preußischen Kadettenanstalten zu senden. Im 18. Jahrhundert finden sich deshalb Angehörige der Familie von Wittken in den preußischen Kadettenanstalten von Stolp und Kulm sowie in den Ranglisten des preußischen Heeres. Die Eingliederung der Söhne der einzelnen Wittken-Linien in die preußische Armee führte auch dazu, dass diese ihre ursprüngliche katholische Konfession aufgaben und zum protestantischen Glauben konvertierten. Der Zwang, die Söhne für das preußische Militär zur Verfügung zu stellen, hatte die Verarmung der Familiengüter zur Folge.
Heute finden sich in Deutschland die Familiennamen von Wittken und von Wittke, die den gleichen Ursprung besitzen.
Darüber hinaus existiert eine Familie der Freiherren oder Barone von Wittken-Jungnik, ob diesen tatsächlich der Adelstitel eines Freiherrn verliehen wurde oder diese lediglich durch Adoption in die Familie von Wittken aufgenommen wurden, ist zweifelhaft, zumal die Wittken/Wittke zwar dem Uradel angehören, der Familie aber der Freiherrentitel nie verliehen worden ist.

## Gutsbesitz

### Pommern (heute:Województwo pomorskie)
Powiat Słupski
Gmina Główczyce:
- Dresow (Drzeżewo)

Powiat Wejherowski
Gmina Choczewo:
- Klein Borkow (Borkow Małe)

Gmina Gniewino:
- Klein-Damerkow (Dąbrówka Mała)
- Perlin (Perlino)

Gmina Łęczyce:
- Aalbeck (Węgornia)
- Goddentow (Godętowo)
- Groß-Damerkow (Dąbrówka Wielka)
- Jezow (Jeżewo)
- Dzechen
- Dzinzelitz
- Gedde

- Groß Gustkow
- Jellentsch
- Karolinenhof

- Lodder
- Lowitz
- Nackel
- Reckendorf

- Poppow
- Poplotz
- Prebendow
- Neu-Vieschen
- Zabelsdorf
- Zelasen

### Königliches Preußen - Westpreußen
- Antoniow
- Brzezyno
- Dargelau
- Ebersfelde
- Elzanowo
- Gelembokie
- Gurzno
- Klein Glomkau
- Mgowo
- Sarnowo
- Salno
- Topolno
- Turzno
- Ostrowitte
- Prüssau
- Wymyslow
- Zakrzewo

### Großpolen - Großherzogtum Posen
- Kromplewo
- Niepoczlowice
- Slupowo
- Wtelno

### Brandenburg
- Beerenbusch (Bärenbusch)
- Feldgrieben (Feld-Grieben)
- Wittwien (Meerkatzenheide, Wittwen) (ab 1818 offizielle Schreibweise Wittwien)

### Schlesien
- Rybnick

### Mecklenburg
- Kadow
- Trollenhagen

## Familienangehörige
- Vitco (1210–1284), Kanzler des Herzogs Sambor von Pommerellen, Burggraf von Schwetz, Pfalzgraf von Danzig, Herr auf Beschzino und Kodutow
- Bozey (1284–1334), Mundschenk von Schwetz, Ritter und Herr auf Beschzino (Reckendorf) und Kodutow (Goddentow)
- Stefan (1283), Untertruchsess und Jägermeister von Schlawe
- Witko (1342), Erbherr auf Beschzino (Reckendorf) am Zarnowitzer See
- Peter Witke (1390), Erbherr und Schulze auf Beschzino
- Franczke Witke (1411), Ritter und Söldnerführer des Deutschen Ordens
- Fabian Witken, alias (Flotke) (1578), Burggraf von Putzig und Herr auf Lowitz, Kreis Lauenburg
- Wojciech von Witke-Jezewski, Burggraf von Pommern und Truchsess von Wilkomir, Mitglied des Sejm und Unterstützer der Wahl von August II. (Polen)
- Friedrich Wilhelm von Wittken (1709–1769), preußischer Oberst, Ritter des Ordens Pour le Mérite
- Franz von Witke-Jezewski (1772†), Schatzmeister von Zakroczym und Schöffe von Schwetz
- Moritz Heinrich von Wittken (1751–1812), preußischer Oberstleutnant, Prälat des Domkapitels von Cammin, Gutsherr auf Kadow, Landkreis Demmin
- Franz Michael von Wittke (1753–1793), preußischer Hofgerichtsrat zu Bromberg
- Mathias von Witke-Jezewski (1740–1806), Burg-Vizeregent und Abgeordneter des Landkreises Culm, Gutsherr auf Topolno und Ostrowite in Landkreis Schwetz
- Jan von Witke-Jezewski (1763), Jägermeister von Winnica, Gutsherr auf Wymyslow, Salno und Antoniow, Kreis Graudenz
- Moritz Heinrich von Wittke (1789–1862), Großherzoglicher Mecklenburgischer Strelitz-scher Reisestallmeister, Kanonikus zu St. Gangolf in Magdeburg, Gutsherr auf Slupowo, Kreis Bromberg und Zabelsdorf, Kreis Stettin
- Nikodem von Witke-Jezewski (1790–1831), preußischer Kammerherr und Gutsherr auf Topolno
- Johann Ludwig von Wittke (1760–1832), preußischer Oberst, Kommandeur des 4. Garnison-Bataillons in Kolberg, Ritter des Ordens Pour le Mérite
- Franz von Wittken (1767–1811), preußischer Offizier, Ritter des Ordens Pour le Mérite
- Franz Heinrich von Wittke (1791–1843), preußischer Land- und Stadtgerichtsrat zu Thorn
- Karl Ludwig Ferdinand von Wittken (1807–1884), preußischer Geheimer Justizrat, Appellationsgerichtsrat zu Breslau
- Edmund von Wittken (1837–1927), Vorstand[27] des Staatsministeriums in Sachsen-Coburg-Gotha, preußischer Landrat
- George von Wittken (1852–1934), preußischer Generalleutnant z. D., Inspekteuer der Fuß-Artillerie
- Arthur von Wittken (1853–1912), deutscher Schriftsteller
- Alexander Eduard Franz von Wittke (1856–1924), Professor für neuere Sprachen
- Dominik von Wittke-Jezewski (1862–1944), Präsident des Auktionshauses Art House-Hotel de Ventes in Warschau, Kunstsammler und Mäzen von Künstlern und Institutionen der Kultur, Gutsherr auf Glembokie Kreis Strelno, Ritter der französischen Ehrenlegion

## Weitere Namensträger
- Hanns Jungnik Freiherr von Wittken, deutscher Antisemit und Nationalsozialist

## Weitere Literatur
- Przemyslaw Pragert: Herbarz Szlachty Kaszubskiej. Band 1, 2005, ISBN 83-919852-6-1.
- Max Perlbach, Hans Mendthal: Pommerellisches Urkundenbuch. Hrsg. Westpreußischer Geschichtsverein, Danzig 1881–1916. In: Altpreussische Monatsschrift. Band 52; Nachdruck/Reprint: Scientia Verlag, Aalen 1969.
- Franz Schultz: Geschichte des Kreises Lauenburg in Pommern. 1912. (Digitalisat)